# Edgar Wright
Edgar Howard Wright (Poole, 18 de abril de 1974) é um diretor, roteirista, produtor e ator britânico. Ele é mais conhecido por sua Trilogia de Sangue e Sorvete, que consiste em Shaun of the Dead (2004), Hot Fuzz (2007) e The World's End (2013), todos dirigidos por ele e escritos por ele e Simon Pegg, com quem ele também colaborou na série de TV Spaced.
Ele também co-escreveu, produziu e dirigiu Scott Pilgrim vs. the World (2010). Com seus amigos Joe Cornish e Steven Moffat, ele co-escreveu The Adventures of Tintin (2011). Wright e Cornish co-escreveram o roteiro de Ant-Man (2015), que Wright tinha a intenção de dirigir, antes de deixar o projeto. Ele também escreveu e dirigiu Baby Driver (2017).

## Vida e carreira
Edgar Wright nasceu em Poole, Dorset. Começou a dirigir seus próprios filmes aos 14 anos de idade, enquanto frequentava a escola The Blue School, Wells em Somerset, e trabalhava na atração turística Wookey Hole Caves. Com 20 anos ele fez uma paródia western, A Fistful of Fingers, que teve um lançamento limitado nos cinemas e transmitido pelo canal britânico da televisão via satélite Sky Movies. Ele então dirigiu uma série de comédia televisivas no Paramount Comedy e na BBC, entre elas Sir Bernard's Stately Homes e Asylum. Durante a produção dessas, conheceu o escritores e atores Simon Pegg e Jessica Hynes.
Em 1999 ele se juntou a Simon Pegg e Hynes criar Spaced para o Channel 4. Wright deu Spaced um olhar incomum para o gênero de sitcom, com ângulos de câmera dramáticos e movimento emprestado da linguagem visual de ficção científica e filmes de terror. Em vez de recuar longe destas influências, Wright faz um esforço ativo para mostrar a sua referência, adicionando um "Homage-O-Meter" para todos os seus lançamentos, um sistema que exibe cada referência em que ele se espehou para a filmagem. Em 2002, ele fez aparições como um cientista e técnico chamado Eddie Yorque durante duas temporadas de Look Around You, um programa da BBC criado por um membro do elenco de Spaced, Peter Serafinowicz. Ele também fez uma breve aparição no Spaced, no qual ele pode ser visto, juntamente com outros membros do elenco da série, dormindo numa habitação de Daisy Steiner enquanto ela se prepara para se mudar de casa.
As críticas de sucesso de Spaced criaram o caminho de Wright e Pegg para passar para a tela grande com Shaun of the Dead, um comédia sobre zombies que mistura o estilo de comédia romântica "flick Brit", com homenagens aos clássicos do horror de George A. Romero e Sam Raimi.
O dupla então escreveu um ação com pitadas de comédia, chamada 'Hot Fuzz. A produção começou em março de 2006, o filme foi lançado em fevereiro de 2007 no Reino Unido e Abril de 2007, nos EUA. Ela gira em torno do personagem de Pegg, Nicholas Angel, um policial que é transferido de Londres para uma zona rural de Sandford, onde eventos terríveis começam a acontecer.
Wright também dirigiu dois vídeos para sua ex-namorada Charlotte Hatherley: "Summer" e "Bastardo". Também dirigiu um trailer falso de Grindhouse, de Quentin Tarantino e Robert Rodriguez. Chamado de "Don't", não possuía nenhum detalhe da trama, apenas uma brincadeira com os clichês de filmes de terror, com frases como "Se você está pensando … … … em ir para esta casa … … … NÃO (não vá)! "
Seu irmão, Oscar, que é um artista de quadrinhos, contribuindo com storyboards e fotos promocionais para os filmes de Edgar. Por exemplo, ele projetou interpretações em quadrinhos dos personagens de Shaun of the Dead e criou uma animação para o PC que o Danny Butterman usa em Hot Fuzz, bem como a arte para os "Plot Holes" em ambos os DVD's de Hot Fuzz e Shaun of the Dead.  Oscar também dirigiu o vídeo de Charlotte Hatherley, "Behave".
Wright menciona a Jon Spencer Blues Explosion como a sua banda favorita. Várias canções da banda são usadas no filme  "Hot Fuzz", incluindo uma escrita especificamente para o filme.
Em 2013 estreou The World's End, final da "Trilogia do Sangue e Sorvete", que inclui a Hot Fuzz e Shaun of the Dead.

## Filmografia

### Longas-metragens
| Ano  | Título                               | Creditado como | Creditado como | Creditado como | Creditado como | Notas                                          |
| Ano  | Título                               | Diretor        | Roteirista     | Produtor       | Ator           | Notas                                          |
| ---- | ------------------------------------ | -------------- | -------------- | -------------- | -------------- | ---------------------------------------------- |
| 1995 | A Fistful of Fingers                 | Sim            | Sim            | Sim            | Sim            |                                                |
| 2004 | Shaun of the Dead                    | Sim            | Sim            | Não            | Sim            |                                                |
| 2005 | Land of the Dead                     | Não            | Não            | Não            | Sim            | Papel: Zumbi em cabine de fotos com Simon Pegg |
| 2005 | The Hitchhiker's Guide to the Galaxy | Não            | Não            | Não            | Sim            | Papel: Técnico do Pensador Profundo            |
| 2007 | Hot Fuzz                             | Sim            | Sim            | Não            | Sim            |                                                |
| 2007 | Son of Rambow                        | Não            | Não            | Não            | Sim            |                                                |
| 2010 | Scott Pilgrim vs. the World          | Sim            | Sim            | Sim            | Não            |                                                |
| 2011 | Attack the Block                     | Não            | Não            | Executivo      | Não            |                                                |
| 2011 | The Adventures of Tintin             | Não            | Sim            | Não            | Não            |                                                |
| 2012 | Sightseers                           | Não            | Não            | Executivo      | Não            |                                                |
| 2013 | The World's End                      | Sim            | Sim            | Executivo      | Sim            | Papel: Voz de um pedreiro                      |
| 2015 | Homem-Formiga                        | Não            | Sim            | Executivo      | Não            |                                                |
| 2016 | Sing                                 | Não            | Não            | Não            | Sim            | Papel: Barry (voz)                             |
| 2017 | Baby Driver                          | Sim            | Sim            | Não            | Não            |                                                |
| 2021 | The Sparks Brothers                  | Sim            | Não            | Sim            | Não            | Documentário                                   |
| 2021 | Last Night in Soho                   | Sim            | Sim            | Sim            | Não            | Pós-produção                                   |

### Curtas-metragens
| Ano  | Título                        | Creditado como | Creditado como | Creditado como | Creditado como | Notas                    |
| Ano  | Título                        | Diretor        | Roteirista     | Produtor       | Ator           | Notas                    |
| ---- | ----------------------------- | -------------- | -------------- | -------------- | -------------- | ------------------------ |
| 1988 | I Want to Get into the Movies | Sim            | Sim            | Sim            | Não            |                          |
| 1988 | Carbolic Soap                 | Sim            | Sim            | Sim            | Não            |                          |
| 1988 | The Unparkables               | Sim            | Sim            | Sim            | Não            |                          |
| 1988 | Rolf Harris Saves the World   | Sim            | Sim            | Sim            | Sim            | Papel: Rolf Harris (voz) |
| 1993 | Dead Right                    | Sim            | Sim            | Sim            | Sim            | Papel: O Diretor         |
| 2001 | Calcium                       | Não            | Não            | Não            | Sim            | Papel: Cientista         |
| 2004 | Forced Hilarity               | Sim            | Sim            | Sim            | Não            |                          |
| 2007 | Don't                         | Sim            | Sim            | Não            | Não            | Segmento de Grindhouse   |
| 2014 | Lennon or McCartney           | Não            | Não            | Não            | Sim            |                          |

### Televisão
| Ano       | Título                        | Creditado como | Creditado como | Creditado como | Creditado como | Notas                                          |
| Ano       | Título                        | Diretor        | Roteirista     | Produtor       | Ator           | Notas                                          |
| --------- | ----------------------------- | -------------- | -------------- | -------------- | -------------- | ---------------------------------------------- |
| 1996      | Asylum                        | Sim            | Sim            | Não            | Não            | 6 episódios                                    |
| 1996-1997 | Mash and Peas                 | Sim            | Não            | Não            | Não            | 9 episódios                                    |
| 1998      | Alexei Sayle's Merry-Go-Round | Sim            | Sim            | Não            | Não            | 6 episódios                                    |
| 1998      | Is It Bill Bailey?            | Sim            | Não            | Não            | Não            | 6 episódios                                    |
| 1998      | French and Saunders           | Sim            | Não            | Não            | Não            | Episódio: "Titanic"                            |
| 1999      | Sir Bernard's Stately Homes   | Sim            | Não            | Não            | Não            | 6 episódios                                    |
| 1999      | Murder Most Horrid            | Sim            | Não            | Não            | Não            | Episódio: "Confessions of a Murderer"          |
| 1999-2001 | Spaced                        | Sim            | Não            | Não            | Sim            | Papéis: Vários                                 |
| 2002-2005 | Look Around You               | Não            | Não            | Não            | Sim            | Papéis: Cientista/Eddie Yorque/Gerente/Técnico |

### Vídeos musicais
| Ano  | Título                        | Artista                               |
| ---- | ----------------------------- | ------------------------------------- |
| 2000 | "Keep the Home Fires Burning" | The Bluetones                         |
| 2002 | "After Hours"                 | The Bluetones                         |
| 2003 | "Psychosis Safari"            | The Eighties Matchbox B-Line Disaster |
| 2003 | "Blue Song"                   | Mint Royale                           |
| 2004 | "Summer"                      | Charlotte Hatherley                   |
| 2005 | "Bastardo"                    | Charlotte Hatherley                   |
| 2014 | "Gust of Wind"                | Pharell Williams & Daft Punk          |

## Recepção
Filmes dirigidos
| Filme                       | Rotten Tomatoes | Orçamento    | Bilheteria     | Metacritic |
| --------------------------- | --------------- | ------------ | -------------- | ---------- |
| Shaun of the Dead           | 92%             | $6.1 milhões | $30 milhões    | 76%        |
| Hot Fuzz                    | 91%             | $12 milhões  | $80.7 milhões  | 81%        |
| Scott Pilgrim vs. the World | 82%             | $60 milhões  | $47.7 milhões  | 69%        |
| The World's End             | 89%             | $20 milhões  | $46.1 milhões  | 81%        |
| Baby Driver                 | 93%             | $34 milhões  | $226.9 milhões | 86%        |

## Prêmios e indicações
| Ano  | Prêmio                                         | Categoria                                        | Título                                              | Resultado |
| ---- | ---------------------------------------------- | ------------------------------------------------ | --------------------------------------------------- | --------- |
| 2000 | British Academy Film Awards                    | Prêmio de Sitcom                                 | Spaced                                              | Indicado  |
| 2002 | British Academy Film Awards                    | Prêmio de Sitcom                                 | Spaced                                              | Indicado  |
| 2004 | British Independent Film Awards                | Melhor Roteiro                                   | Shaun of the Dead                                   | Venceu    |
| 2004 | Bram Stoker Awards                             | Roteiro                                          | Shaun of the Dead                                   | Venceu    |
| 2005 | British Academy Film Awards                    | Prêmio Alexander Korda de Melhor Filme Britânico | Shaun of the Dead                                   | Indicado  |
| 2005 | Empire Awards                                  | Melhor Diretor Britânico                         | Shaun of the Dead                                   | Indicado  |
| 2005 | London Film Critics' Circle                    | Melhor Roteirista do Ano                         | Shaun of the Dead                                   | Indicado  |
| 2005 | Online Film Critics Society                    | Melhor Cineasta Revelação                        | Shaun of the Dead                                   | Indicado  |
| 2005 | Online Film Critics Society                    | Melhor Roteiro Original                          | Shaun of the Dead                                   | Indicado  |
| 2008 | Empire Awards                                  | Melhor Diretor                                   | Hot Fuzz                                            | Indicado  |
| 2010 | San Diego Film Critics Society                 | Melhor Roteiro Adaptado                          | Scott Pilgrim vs. the World                         | Indicado  |
| 2010 | Satellitle Awards                              | Melhor Roteiro Adaptado                          | Scott Pilgrim vs. the World                         | Indicado  |
| 2011 | Empire Awards                                  | Melhor Diretor                                   | Scott Pilgrim vs. the World                         | Venceu    |
| 2011 | Empire Awards                                  | Prêmio de Inspiração                             | —                                                   | Venceu    |
| 2011 | Hugo Awards                                    | Melhor Apresentação Dramática                    | Scott Pilgrim vs. the World                         | Indicado  |
| 2011 | Online Film Critics Society                    | Melhor Roteiro Adaptado                          | Scott Pilgrim vs. the World                         | Indicado  |
| 2011 | Science Fiction and Fantasy Writers of America | Prêmio Bradbury                                  | Scott Pilgrim vs. the World                         | Indicado  |
| 2011 | Satellite Awards                               | Melhor Roteiro Adaptado                          | The Adventures of Tintin: The Secret of the Unicorn | Indicado  |
| 2012 | Annie Awards                                   | Roteiro de um Longa-metragem                     | The Adventures of Tintin: The Secret of the Unicorn | Indicado  |
| 2014 | Saturn Awards                                  | Melhor Roteiro                                   | The World's End                                     | Indicado  |
| 2014 | Empire Awards                                  | Melhor Diretor                                   | The World's End                                     | Indicado  |